# 阮文馨
阮文馨（1915年9月20日—2004年6月26日），越南軍事人物。法國空軍少將、越南共和國軍中將。越南國首相阮文心之子。
阮文馨曾服役於法國空軍。1949年，根據《爱丽舍协定》，越南國成立，阮文馨被保大帝任命為新組建的越南國家軍隊參謀長。
阮文馨是一個君主制的擁護者。1955年越南公民投票後，君主制度被廢除，阮文馨被吳廷琰解除了參謀長的職務，由黎文巳代之。此後阮文馨離開越南前往法國，繼續在法國空軍中服役。並於1960年參與了阿爾及利亞戰爭。1962年，升准將軍銜，代理法國國防參謀長。1965年，升少將軍銜。
1975年西貢淪陷，阮文馨幫助許多昔日的下屬逃離越南並前往法國避難。
阮文馨同時擁有越南、法國的將軍軍銜。他常常被與同時擁有越南、中國將軍軍銜的洪水相比較。